# Pulses
Pulses é o álbum de estúdio de estreia da dupla de música pop Karmin, lançado em 25 de março de 2014 através da Epic Records.

## Antecedentes
Em agosto de 2012, Karmin anunciou que estava gravando um álbum completo, previsto para ser lançado em novembro do mesmo ano. O álbum foi então adiado até ao verão de 2013, mas ainda não estava completo. Eles lançaram o single "Acapella" no início de julho, afirmando que o álbum se seguiria em setembro. Em agosto de 2013, Dasani apresentou a canção "Try Me On" em seus comerciais para Dasani Drops. Em 18 de setembro de 2013, durante um concerto ao vivo no StageIt, Karmin afirmou que o álbum estava terminado, mas eles estavam brigando com sua gravadora, a Epic Records, e lutando para resolver um segundo single e uma data de lançamento para o registro completo.[carece de fontes?]
Em outubro, o álbum se tornou disponível para pré-encomenda no site do Walmart. O álbum era esperado para ser lançado em 31 de dezembro de 2013, mas isso foi posteriormente negado por seu agente.[carece de fontes?] Em 8 de outubro de 2013, a dupla disse através do Twitter que eles estavam de volta ao estúdio trabalhando no álbum, com algumas pessoas especulando que o álbum seria adiado mais uma vez. O segundo single foi mais tarde escolhido, e essa escolha foi "I Want It All". Eles gravaram um vídeo musical para uma música desconhecida em 2 de novembro de 2013, que mais tarde foi dito ser da faixa-título do álbum. Pulses também tornou-se disponível para pré-encomenda na iTunes Store em 25 de fevereiro de 2014.[carece de fontes?]

## Promoção

### Singles
"Acapella" foi lançado como single de avanço de Pulses em 9 de julho de 2013. A canção atingiu um pico de número 72 na Billboard Hot 100, número 9 na Nova Zelândia, e número 4 na Austrália, posição mais alta da dupla do último país.
"I Want It All" foi lançada como segundo single em 28 de janeiro de 2014. O vídeo musical da canção foi lançado em 21 de fevereiro.

## Lista de faixas
| N.º            | Título                | Compositor(es)                                                                                  | Produtor(es)              | Duração |  |
| 1.             | "Geronimo Intro"      | Amy Heidemann, Nick Noonan, Claude Kelly, James G. Morales, Matt Morales, Julio David Rodriguez | The Elev3n                | 0:41    |  |
| 2.             | "Pulses"              | Heidemann, Noonan, John Webb, Jr.                                                               | Jon Jon                   | 3:24    |  |
| 3.             | "Acapella"            | Heidemann, Noonan, Sam Hollander, Martin Johnson                                                | Johnson                   | 3:19    |  |
| 4.             | "I Want It All"       | Heidemann, Noonan, Ester Dean, Ryan Williamson                                                  | Williamson                | 3:47    |  |
| 5.             | "Night Like This"     | Heidemann, Noonan, Kyle Shearer, Emily Wright                                                   | Robert Marvin, Shearer    | 3:02    |  |
| 6.             | "Neon Love"           | Heidemann, Noonan, Johson                                                                       | Johnson                   | 4:27    |  |
| 7.             | "Drifter"             | Heidemann, Noonan, Andrew Hershey, Laura Pergolizzi                                             | Dre Skull                 | 3:48    |  |
| 8.             | "Gasoline"            | Heidemann, Noonan, Shearer, Emily Warren                                                        | Marvin, Shearer           | 3:38    |  |
| 9.             | "Puppet"              | Heidemann, Noonan, Nathaniel Motte, Sean Foreman                                                | Motte                     | 3:13    |  |
| 10.            | "Hate to Love You"    | Heidemann, Noonan, James G. Morales, Matt Morales, Rodriguez                                    | The Elev3n                | 3:36    |  |
| 11.            | "Try Me On"           | Heidemann, Noonan, Nasri Atweh, Adam Messinger, Nolan Lambroza                                  | The Messengers, Sir Nolan | 3:16    |  |
| 12.            | "What's in it for Me" | Heidemann, Noonan, James G. Morales, Matt Morales, Rodriguez                                    | The Elev3n                | 3:32    |  |
| Duração total: | Duração total:        | Duração total:                                                                                  | Duração total:            | 42:48   |  |

## Performance comercial
Pulses estreou em #46 na Austrália para a semana que se inicia 7 de abril de 2014.